# Wereldbeker shorttrack 2017/2018
De wereldbeker shorttrack 2017/2018 (officieel: ISU Short Track Speed Skating World Cup 2017-18) is een door de Internationale Schaatsunie georganiseerde shorttrackcompetitie. De cyclus begon op 28 september 2015 in Hongarije en eindigde op 19 november 2017 in Zuid-Korea. Het seizoen was korter dan gebruikelijk, vier wedstrijden in plaats van zes, vanwege het shorttrack op de Olympische Winterspelen 2018 waar dit het kwalificatietoernooi voor was.

## Mannen
| Datum      | Plaats    | Onderdeel    | Eerste             | Tweede             | Derde            |
| ---------- | --------- | ------------ | ------------------ | ------------------ | ---------------- |
| 30/09/2017 | Boedapest | 500 m        | Shaolin Sándor Liu | Lim Hyo-jun        | Hwang Dae-heon   |
| 30/09/2017 | Boedapest | 1500 m       | Lim Hyo-jun        | Hwang Dae-heon     | Sjinkie Knegt    |
| 1/10/2017  | Boedapest | 1000 m       | Lim Hyo-jun        | Hwang Dae-heon     | Han Tianyu       |
| 1/10/2017  | Boedapest | 5000 m relay | Canada             | China              | Japan            |
| 7/10/2017  | Dordrecht | 500 m        | Samuel Girard      | Sjinkie Knegt      | Hwang Dae-heon   |
| 7/10/2017  | Dordrecht | 1500 m       | Hwang Dae-heon     | Shaoang Liu        | Charles Hamelin  |
| 8/10/2017  | Dordrecht | 1000 m       | Sjinkie Knegt      | Samuel Girard      | Seo Yi-ra        |
| 8/10/2017  | Dordrecht | 5000 m relay | Canada             | Nederland          | China            |
| 11/11/2017 | Shanghai  | 500 m        | Wu Dajing          | Seo Yi-ra          | Kim Do-kyoum     |
| 11/11/2017 | Shanghai  | 1500 m       | Hwang Dae-heon     | Sjinkie Knegt      | Kim Do-kyoum     |
| 12/11/2017 | Shanghai  | 1000 m       | Wu Dajing          | Shaolin Sándor Liu | Shaoang Liu      |
| 12/11/2017 | Shanghai  | 5000 m relay | Verenigde Staten   | Zuid-Korea         | Canada           |
| 18/11/2017 | Seoel     | 500 m        | Wu Dajing          | Shaolin Sándor Liu | Shaoang Liu      |
| 18/11/2017 | Seoel     | 1500 m       | Charles Hamelin    | Hwang Dae-heon     | J.R. Celski      |
| 19/11/2017 | Seoel     | 1000 m       | Shaolin Sándor Liu | Hwang Dae-heon     | Samuel Girard    |
| 19/11/2017 | Seoel     | 5000 m relay | Zuid-Korea         | Nederland          | Verenigde Staten |

### Eindstanden
| #      | Naam               | Punten |
| ------ | ------------------ | ------ |
| Goud   | Wu Dajing          | 25.120 |
| Zilver | Shaolin Sándor Liu | 22.096 |
| Brons  | Samuel Girard      | 16.717 |
| 4.     | Hwang Dae-heon     | 14.897 |
| 5.     | Shaoang Liu        | 11.700 |

| #      | Naam               | Punten |
| ------ | ------------------ | ------ |
| Goud   | Shaolin Sándor Liu | 19.342 |
| Zilver | Hwang Dae-heon     | 18.621 |
| Brons  | Wu Dajing          | 18.397 |
| 4.     | Sjinkie Knegt      | 15.438 |
| 5.     | Samuel Girard      | 14.681 |

| #      | Naam            | Punten |
| ------ | --------------- | ------ |
| Goud   | Hwang Dae-heon  | 28.000 |
| Zilver | Sjinkie Knegt   | 18.496 |
| Brons  | Charles Hamelin | 16.580 |
| 4.     | Lim Hyo-jun     | 12.621 |
| 5.     | Shaoang Liu     | 11.674 |

| #      | Land             | Punten |
| ------ | ---------------- | ------ |
| Goud   | Canada           | 26.400 |
| Zilver | Zuid-Korea       | 23.120 |
| Brons  | Verenigde Staten | 19.677 |
| 4.     | China            | 19.520 |
| 5.     | Nederland        | 17.678 |

## Vrouwen
| Datum      | Plaats    | Onderdeel    | Eerste             | Tweede             | Derde              |
| ---------- | --------- | ------------ | ------------------ | ------------------ | ------------------ |
| 30/09/2017 | Boedapest | 500 m        | Choi Min-jeong     | Arianna Fontana    | Shim Suk-hee       |
| 30/09/2017 | Boedapest | 1500 m       | Choi Min-jeong     | Kim Boutin         | Deanna Lockett     |
| 1/10/2017  | Boedapest | 1000 m       | Choi Min-jeong     | Kim Boutin         | Elise Christie     |
| 1/10/2017  | Boedapest | 5000 m relay | Zuid-Korea         | Canada             | Rusland            |
| 7/10/2017  | Dordrecht | 500 m        | Marianne St-Gelais | Kim Boutin         | Martina Valcepina  |
| 7/10/2017  | Dordrecht | 1500 m       | Choi Min-jeong     | Valérie Maltais    | Shim Suk-hee       |
| 8/10/2017  | Dordrecht | 1000 m       | Shim Suk-hee       | Suzanne Schulting  | Lee Yu-bin         |
| 8/10/2017  | Dordrecht | 5000 m relay | China              | Zuid-Korea         | Canada             |
| 11/11/2017 | Shanghai  | 500 m        | Kim Boutin         | Arianna Fontana    | Sofia Prosvirnova  |
| 11/11/2017 | Shanghai  | 1500 m       | Shim Suk-hee       | Choi Min-jeong     | Marianne St-Gelais |
| 12/11/2017 | Shanghai  | 1000 m       | Kim Boutin         | Marianne St-Gelais | Arianna Fontana    |
| 12/11/2017 | Shanghai  | 5000 m relay | Zuid-Korea         | China              | Italië             |
| 18/11/2017 | Seoel     | 500 m        | Elise Christie     | Choi Min-jeong     | Martina Valcepina  |
| 18/11/2017 | Seoel     | 1500 m       | Choi Min-jeong     | Shim Suk-hee       | Kim Boutin         |
| 19/11/2017 | Seoel     | 1000 m       | Choi Min-jeong     | Kim Boutin         | Yara van Kerkhof   |
| 19/11/2017 | Seoel     | 5000 m relay | Nederland          | Rusland            | Zuid-Korea         |

### Eindstanden
| #      | Naam               | Punten |
| ------ | ------------------ | ------ |
| Goud   | Marianne St-Gelais | 20.240 |
| Zilver | Choi Min-jeong     | 20.097 |
| Brons  | Arianna Fontana    | 18.621 |
| 4.     | Kim Boutin         | 18.000 |
| 5.     | Martina Valcepina  | 17.920 |

| #      | Naam              | Punten |
| ------ | ----------------- | ------ |
| Goud   | Kim Boutin        | 26.000 |
| Zilver | Choi Min-jeong    | 20.000 |
| Brons  | Shim Suk-hee      | 16.462 |
| 4.     | Suzanne Schulting | 14.193 |
| 5.     | Yara van Kerkhof  | 14.141 |

| #      | Naam               | Punten |
| ------ | ------------------ | ------ |
| Goud   | Choi Min-jeong     | 30.000 |
| Zilver | Shim Suk-hee       | 24.400 |
| Brons  | Kim Boutin         | 18.496 |
| 4.     | Valérie Maltais    | 17.216 |
| 5.     | Marianne St-Gelais | 11.520 |

| #      | Land       | Punten |
| ------ | ---------- | ------ |
| Goud   | Zuid-Korea | 28.000 |
| Zilver | China      | 23.120 |
| Brons  | Canada     | 19.520 |
| 4.     | Rusland    | 18.496 |
| 5.     | Nederland  | 17.741 |

1997/1998 · 
1998/1999 · 
1999/2000 · 
2000/2001 · 
2001/2002 · 
2002/2003 · 
2003/2004 · 
2004/2005 · 
2005/2006 · 
2006/2007 · 
2007/2008 ·
2008/2009 ·
2009/2010 ·
2010/2011 ·
2011/2012 ·
2012/2013 ·
2013/2014 ·
2014/2015 ·
2015/2016 ·
2016/2017 ·
2017/2018 ·
2018/2019 ·
2019/2020 · 
2020/2021 ·
2021/2022 ·
2022/2023 ·
2023/2024 ·
2024/2025
Alpineskiën ·
Biatlon ·
Bobsleeën ·
Freestyleskiën ·
Langlaufen ·
Noordse combinatie ·
Rodelen ·
Schaatsen (junioren) ·
Schansspringen ·
Shorttrack ·
Skeleton ·
Snowboarden ·
Telemarken